# Acherosoma cornuatum
Acherosoma cornuatum är en mångfotingart som beskrevs av Pius Strasser 1935. Acherosoma cornuatum ingår i släktet Acherosoma och familjen Haasiidae.

## Underarter
Arten delas in i följande underarter:
- A. c. cornuatum
- A. c. dentigerum
- A. c. palingerum